# مهدی باکری
مهدی باکری (۳۰ فروردین ۱۳۳۳ – ۲۵ اسفند ۱۳۶۳) نظامی ایرانی بود، که از فرماندهان سپاه پاسداران در خلال جنگ ایران و عراق محسوب می‌شد و فرماندهی لشکر ۳۱ عاشورا را برعهده داشت. او پیش‌تر از ۱۳۵۸ تا ۱۳۵۹ شهردار ارومیه بود. نهایتا در اسفند ۱۳۶۳ در عملیات بدر کشته شد.
باکری در عملیات‌های فتح‌المبین، بیت‌المقدس، رمضان، مسلم بن عقیل، والفجر مقدماتی، والفجر ۱، ۲، ۳، ۴ و همچنین عملیات خیبر حضوری فعال داشت. وی در خلال اجرای عملیات بدر در روستای حریبه بر اثر اصابت گلوله مستقیم نیروهای عراقی کشته شد. سپس گروهی داوطلب برای بازگرداندن پیکر وی اقدام کردند که در حال بازگشت، قایق آن‌ها مورد اصابت موشک آر.پی. جی قرار گرفت و پیکر تمام آن‌ها در اروندرود مفقود شد. دو برادر دیگر باکری به نام‌های علی باکری از اعضاء مرکزی سازمان مجاهدین خلق ایران که پس از دستگیری توسط ساواک، در دادگاه نظامی به اتهام «خرابکاری و برهم زدن امنیت کشور» اعدام شد و برادر دیگر او؛ حمید باکری نیز در خلال جنگ ایران و عراق کشته شد.

## زندگی

### پیش از جنگ
مهدی باکری در ۳۰ فروردینِ ۱۳۳۳ در روستای رحمت‌آباد میاندوآب و در خانواده‌ای مذهبی زاده شد. در کودکی مادرش را از دست داد. برادر بزرگتر او، علی باکری از اعضای سازمان مجاهدین خلق بود. وی پس از اخذ مدرک دیپلم ریاضی متوسطه، وارد دانشگاه تبریز شد و در رشته مهندسی مکانیک شروع به تحصیل کرد. در دوران دانشجویی، فعالیت سیاسی را آغاز کرد و در این دوره با افرادی چون سید یحیی رحیم‌صفوی و حسین علائی آشنا شد، که این تشکل‌های دانشجویی نقش مهمی در برپایی تظاهرات شهر تبریز در ۱۵ خرداد ۱۳۵۴ و ۱۳۵۵ داشتند. همان زمان وی توسط ساواک شناسایی شد و بارها برای بازجویی فراخوانده و تحت نظر آزاد شد. در حین تحصیل خبر مرگ برادرش، علی باکری را به وی دادند، که توسط رژیم پهلوی اعدام شده بود.
با وقوع انقلاب مهدی باکری نقش فعالی در سازماندهی بخشی از نیروهای سپاه پاسداران انقلاب اسلامی داشت. وی برای مدتی نیز شهردار ارومیه بود و دوره کوتاهی نیز دادستان دادگاه انقلاب ارومیه بود. او هم‌زمان با فعالیت در سپاه، مسئولیت شهرداری ارومیه را نیز برعهده داشت. باکری اندکی پس از آغاز جنگ ایران و عراق ازدواج کرد و یک روز پس از ازدواج نیز عازم جبهه‌های جنوب شد.

### جنگ ایران و عراق
مهدی باکری در مدت کوتاهی مدارج ترقی را در سپاه پاسداران طی کرد. در عملیات فتح المبین با عنوان معاون تیپ نجف اشرف حضور داشت، که در همان عملیات از ناحیه چشم مجروح شد. پس از بهبود به جبهه بازگشت و در عملیات‌هایی چون عملیات بیت‌المقدس، رمضان، مسلم بن عقیل، والفجر مقدماتی، والفجر ۱ تا ۴ و عملیات خیبر در سمت‌های مختلف فرماندهی شرکت کرد. در مجموعه عملیات‌های والفجر با عنوان فرمانده لشکر عاشورا فعالیت می‌کرد.

### مفقودالاثر شدن
در حین انجام عملیات بدر و درحالی‌که نیروهای عراقی با محاصره کامل لشکر سربازان تحت امر مهدی باکری در جزیره مجنون در حال زدن تیر خلاص به سربازان مجروح باقی‌مانده بودند، احمد کاظمی و محمود دولتی با بی‌سیم از وی می‌خواهند که با عبور از دجله و پیمودن فاصله ۷۰۰ متر و رسیدن به فضای میان خط اول و خط دوم حمله، جان خود را نجات دهد، ولی این درخواست‌ها با پاسخ منفی باکری همراه بود، تا آن‌که بر اثر اصابت تیر مستقیم نیروهای عراقی کشته شد.
سپس گروهی برای بازگرداندن پیکر باکری اقدام کردند، اما هنگام انتقال پیکر وی، قایق آن‌ها هدف اصابت شلیک مستقیم آر پی جی نیروهای عراقی قرار گرفت و در اروندرود غرق شد. پیکر وی و سایر سربازانش هیچ‌گاه یافت نشد.

## یادبودها
بزرگراه شهید باکری در غرب تهران، به یادبود باکری نام‌گذاری شده است.
ورزشگاه اختصاصی باشگاه فوتبال تراکتورسازی تبریز نیز به یادبود باکری، ورزشگاه شهید باکری نام‌گذاری شده است.

## در سینما و تلویزیون

### فیلم سینمایی موقعیت مهدی
فیلم موقعیت مهدی در سال ۱۴۰۰ به کارگردانی هادی حجازی‌فر ساخته شد. در این فیلم به بخش‌هایی از زندگی و کشته شدن مهدی باکری و برادرش حمید پرداخته می‌شود. هادی حجازی‌فر و برادرش وحید حجازی‌فر به ترتیب نقش مهدی و حمید باکری را در این فیلم بازی کرده‌اند. این فیلم توانست ۵ سیمرغ بلورین چهلمین دوره جشنواره فیلم فجر از جمله بهترین فیلم جشنواره را کسب کند.